# قائمة متاحف السعودية
قائمة متاحف السعودية

## المتاحف الحكومية
| المتحف                        | الصورة | المنطقة               | الافتتاح        | النوع         | ملخص | الإحداثيات والمدينة                                           |
| ----------------------------- | ------ | --------------------- | --------------- | ------------- | --- | ------------------------------------------------------------- |
| متحف الحرمين الشريفين         |        | منطقة مكة المكرمة     | 1999            | تاريخي معماري | يتبع المتحف الرئاسة العامة لشؤون المسجد الحرام والمسجد النبوي، وهو معرض يعنى بالحرمين الشريفين والتطور الذي شهدته عمارتهما على مدى العصور، ويتكون المعرض من سبع قاعات تشتمل على مجسمين للحرمين الشريفين وعدد من المقتنيات المختلفة من مخطوطات ونقوش كتابية وقطع أثرية ثمينة ومجسمات معمارية وصور فوتوغرافية نادرة. | 21°26′02″N 39°45′16″E / 21.433827°N 39.7544071°E مكة          |
| المتحف الوطني السعودي         |        | منطقة الرياض          | 1999            | أثري          | يقع المتحف في الجزء الشرقي من مركز الملك عبد العزيز التاريخي في الرياض، في حي المربع، وسط مدينة الرياض العاصمة، على أرض مساحتها 17000 متر مربع. يتكون المتحف من ثمان قاعات عرض، مقسمة بحسب موضوعات تطور شبه الجزيرة العربية الطبيعي، والإنساني، والثقافي، والسياسي، والديني حسب سيناريو العرض المتحفي، وصولا إلى تطور السعودية بأطوارها الثلاثة. ويبلغ عدد القطع المعروضة 3700 قطعة اثرية، وعدد الوسائل التصويرية 900 وسيلة، و45 اجمالي عدد الأفلام والمؤثرات الصوتية، بالإضافة إلى 45 مجسمًا.                                      | 24°38′50″N 46°42′39″E / 24.647113°N 46.710838°E الرياض        |
| المتحف السعودي للفن المعاصر   |        | منطقة الرياض          | 2020            | فن معاصر      | متحف للفن المعاصر يقع في حي البجيري فيالدرعية بالرياض |                                                               |
| متحف جدة الإقليمي (قصر خزام)  |        | منطقة مكة المكرمة     | 1995            | أثري وتاريخي  | يعتبر واحداً من أبرز المتاحف السعودية، وكان قد انتقل قصر خزام لوكالة الآثار والمتاحف، وتم تحويله في عام 1981م إلى متحف بتوجيه من الملك فهد بن عبد العزيز آل سعود فقامت وكالة الآثار والمتاحف بوزارة المعارف بترميم جزء من مقدمة القصر، وافتتح في مارس 1995، وقد روعي في الترميم المحافظة على طابع المبنى المعماري، وتم تحويل جزء من القصر إلى متحف. ويتكون المتحف من ست قاعات للعرض. | 21°28′26″N 39°12′24″E / 21.4737892°N 39.2067194°E جدة         |
| متحف قصر شبرا الإقليمي        |        | منطقة مكة المكرمة     | 1995            | أثري          | هو أحد القصور التاريخية الموجودة بمدينة الطائف. أنشأ القصر عام 1904 وتم الانتهاء منه في عام 1906, تم تحويله إلى متحف إقليمي لمحافظة الطائف وافتتح لاستقبال الزوار عام 1995. يعطى المتحف نبذة عن إنشاء القصر، والمراحل التاريخية والسياسية التي شهدها وتحتوى أيضا على مجموعة من الأدوات الحجرية والقطع الفخارية ولوحات من النقوش والكتابات الصخرية. | 21°17′11″N 40°24′54″E / 21.2862638°N 40.415024°E الطائف       |
| متحف المصمك التاريخي          |        | منطقة الرياض          | 1995            | أثري وتقليدي  | هو عبارة عن قصر تاريخي يقع في وسط العاصمة الرياض، بُني عام 1895، ويعتبر من مباني الرياض الأصلية القليلة الباقية إلى الوقت الحاضر. تم تحويل القصر إلى متحف وافتتح عام في 11 يونيو 1995، وهو يعرض مراحل تأسيس المملكة على يد الملك عبد العزيز. يحتوي على مجسمات وصور وخرائط وبعض الاسلحة القديمة وقطع من التراث الشعبي، كما يحتوي على قاعة للعرض المرئي والمسموع. | 24°37′53″N 46°42′49″E / 24.6313049°N 46.7134723°E الرياض      |
| متحف الآثار بجامعة الملك سعود |        | منطقة الرياض          | 1967            | أثري          | أسس المتحف من قبل جامعة الملك سعود، وقد اعتمد في بداية افتتاحه على بعض القطع الأثرية التي تم جمعها خلال الرحلات العلمية، وهو يقع في مبنى كلية الآداب، ويعتبر المتحف تابعاً للقسم من حيث إدارته وتطويره والإشراف عليه. تضم مقتنياته في الوقت الحالي مجموعات كثيرة من المعثورات التي قام قسم الآثار والمتاحف بالكشف عنها خلال العقدين الماضيين من موقعي قرية الفاو وموقع الربذة العائد للفترة الإسلامية المبكرة، بالإضافة إلى مجموعات نادرة من المسكوكات القديمة والإسلامية التي قام بإهدائها إلى الجامعة الأمير سلطان بن عبد العزيز. | 24°43′05″N 46°37′04″E / 24.718098°N 46.6177341°E الرياض       |
| متحف الأحساء                  |        | المنطقة الشرقية       | 1987            | أثري          | يقع في مدينة الهفوف بحي الصالحية، ويحتوي على قاعات عديدة لعرض تاريخ الاحساء عبر مختلف العصور الحجرية والعصر الاسلامي وكذلك صور واقعية عن انجازات العهد السعودي، ويحتوي على ألوان من التراث الشعبي المحلي وقاعة للصور ومكتبة وأجنحة يعرض فيها بعض هواة الآثار مقتنياتهم. تبلغ مساحة المتحف 4000 متر مربع ويحتوي على حوالي 1400 قطعة أثرية وتراثية. | 25°21′35″N 49°35′57″E / 25.3596264°N 49.5990997°E الأحساء     |
| متحف الباحة                   |        | منطقة الباحة          | 2003            | أثري          | يعرض المتحف قطعا وأحافير وأدوات قديمة تعود للعهد الحجري، وإلى عهود ما قبل الميلاد بأكثر من 3500 سنة، إضافة إلى عرضه للعديد من القطع الأثرية للعصر الموستيري، كما يحتوي المتحف على نسخة من القرآن الكريم تعود لعام 1863. وقد أُقيم المتحف في بداياته في مبنى مستأجر حتى تم إنشاء مقر دائم له من وكالة الآثار والمتحف حيث أختارت غابة رغدان موقعاً مناسباً له. | 20°01′29″N 41°26′39″E / 20.0248562°N 41.4441184°E الباحة      |
| متحف الجوف                    |        | منطقة الجوف           | 1987            | أثري          | يقع في محافظة دومة الجندل، وقد تم البدء ببناءه عام 1982 على أرض مساحتها 200 متر مربع، ويهدف إلى ابراز المظهر التاريخي والحضاري لمنطقة الجوف. ويحتوي على قاعة للعروض المتحفية ومعامل للمساحة والرسم والتصوير والترميم، بالإضافة إلى المكتبة. | 29°48′36″N 39°52′01″E / 29.8100625°N 39.8670206°E دومة الجندل |
| متحف الحدود الشمالية          |        | منطقة الحدود الشمالية | 2007            | اثري وتقليدي  | تم انشائه لحفظ وتوثيق آثار وتراث منطقة الحدود الشمالية من المملكة العربية السعودية، ويحتوي على قاعة آثار المملكة والتاريخ الطبيعي والجيولوجي وقاعة ما قبل التاريخ وما قبل الإسلام والقاعة الإسلامية وقاعة الدولة السعودية وقاعة التعليم وقاعة التراث الشعبي. | 30°55′54″N 41°00′39″E / 30.9315419°N 41.0107789°E عرعر        |
| متحف الدمام                   |        | المنطقة الشرقية       | 1985            | أثري وتقليدي  | يَضم المتحف ست قاعات آثارية وتراثية وطبيعية بالإضافة إلى قاعة أمير المنطقة الشرقية التي افتتحت لاحقاً عام 2000. ويشغل المتحف جزءًا من مبنى مكتبة الدمام العامة على أرض مساحتها 1281 متر مربع. يُمكن رؤية الآثار داخل قاعات المتحف الست موزعة داخل خزائن عرض خاصة ومتسلسلة حسب الفترات الزمنية بالتدرج منذ العصور الحجرية إلى تراث الآباء والأجداد. | 26°29′04″N 50°07′04″E / 26.484342°N 50.1178234°E الدمام       |
| متحف محافظة الغاط             |        | منطقة الرياض          | 2012            | أثري وتاريخي  | يقع المتحف على بعد 240 كم شمال غرب مدينة الرياض، وتُعد بناية المتحف من المعالم التراثية لمحافظة الغاط، كان قصراً للأمير ناصر بن سعد السديري. يضم المتحف 50 غرفة، ويعرض تاريخ الغاط منذ عصور ما قبل التاريخ وعصر ما قبل الإسلام إلى العصر الإسلامي، حيث يحتوي على مخطوطات وخرائط وقطع أثرية توثق تاريخ المنطقة. | 26°01′13″N 45°00′11″E / 26.0202825°N 45.0030792°E الغاط       |
| متحف عسير الإقليمي            |        | منطقة عسير            | لم يفتتح بعد    | أثري وحضاري   | تقدر مساحة المتحف بـ3400 متر مربع، ويحتوي على ثمان قاعات وهي قاعة عيش السعودية، وقاعة العروض الزائرة، وقاعة التراث، وقاعة الآثار، وقاعة ما قبل الإسلام، وقاعة التاريخ المعاصر، وقاعة التاريخ الإسلامي، وقاعة المحاضرات والندوات. | 18°12′59″N 42°29′57″E / 18.2164143°N 42.4992147°E أبها        |
| متحف جازان                    |        | منطقة جازان           | 1403 هـ، 1983 م | أثري و تاريخي | متحف يحوي أدوات من العصر الحجري مثل الفؤوس والمكاشط بالإضافة إلى لوحات خاصة بالكتابات و الخطوط واللغات القديمة | 17°09′48″N 42°38′51″E / 17.163336°N 42.647410°Eصبيا           |
| متحف جازان الإقليمي           |        | منطقة جازان           |                 | أثري و حضاري  | هو متحف يقع في مدينة جازان في السعودية، على أرض مساحتها 10,000 متر مربع يعرض المتحف تاريخ جازان القديم والحديث، ويحتوي المتحف على عدة معارض تخصص كل واحدة منها لحقبة زمينة محددة. | -                                                             |

## المتاحف الخاصة

### منطقة الرياض
| المتحف                      | المحافظة     | النوع      | المؤسس                              | الإحداثيات أو الحي                                | المرجع |
| --------------------------- | ------------ | ---------- | ----------------------------------- | ------------------------------------------------- | ------ |
| متحف عشيرة سدير للتراث      | الرياض       | تراثي      | عبد الله حمد المسلم                 | 24°48′28″N 46°45′29″E / 24.8076554°N 46.7580278°E | [ 21 ] |
| متحف مشوح المشوح للتراث     | الرياض       | تراثي      | مشوح عبد الرحمن المشوح              | 24°45′03″N 46°46′59″E / 24.7509197°N 46.7830432°E | [ 21 ] |
| متحف التراث للفنون والحرف   | الرياض       | تراثي شعبي | ناصر بن عبد العزيز الجذيلي          | 24°46′42″N 46°40′39″E / 24.7784721°N 46.6773651°E | [ 21 ] |
| متحف أحمد بن عمر الزهراني   | الرياض       | تراثي شعبي | أحمد بن عمر الزهراني                | حي الدار البيضاء                                  | [ 21 ] |
| المتحف الشخصي               | الأفلاج      | تراثي شعبي | عبد الرحمن ال زنان الزهراني         | 22°17′50″N 46°43′03″E / 22.2973252°N 46.7174133°E | [ 21 ] |
| متحف العميري للتراث         | الرياض       | تراثي      | محمد سعد العميري الشهري             | حي أم الحمام                                      | [ 21 ] |
| متحف بيت الضويحي للتراث     | الرياض       | تراثي      | صالح بن محمد الضويحي                | 25°04′11″N 45°28′20″E / 25.0697248°N 45.4721498°E | [ 21 ] |
| متحف جذور وتراث             | الرياض       | تراثي      | عبد العزيز عبد ربه الحازمي          | حي العليا                                         | [ 21 ] |
| متحف شبه الجزيرة            | الرياض       | تراثي      | حجي بن سليمان الحجي                 | 24°41′45″N 46°48′12″E / 24.6958523°N 46.8032251°E | [ 21 ] |
| متحف المغربي                | الرياض       | تراثي      | عبد الله قاسم المغربي               | 24°40′32″N 46°48′33″E / 24.6754294°N 46.8091594°E | [ 21 ] |
| متحف الوايلي                | الرياض       | تراثي      | عوض فارس العنزي                     | خشم العان                                         | [ 21 ] |
| متحف الوكيل للتراث          | الرياض       | تراثي شعبي | عبد الله موسى الوكيل                | شارع العليا                                       | [ 21 ] |
| متحف الدلم عبق التاريخ      | الخرج        | تراثي شعبي | علي بن عمر الصبران                  | 23°59′28″N 47°09′27″E / 23.9912419°N 47.1574792°E | [ 21 ] |
| متحف الدلم                  | الخرج        | تراثي شعبي | إبراهيم عبد العزيز عبد الله الشاهين | حي الصالحية                                       | [ 21 ] |
| متحف صالح بن إبراهيم الموسى | الخرج        | تراثي      | صالح بن إبراهيم الموسى              | 24°12′06″N 47°17′23″E / 24.2016472°N 47.2896611°E | [ 21 ] |
| متحف طلال بن نشار التراثي   | الدوادمي     | تراثي شعبي | طلال بن هذال العتيبي                | الجمش                                             | [ 21 ] |
| متحف يوسف عبد الرحمن المشوح | الدوادمي     | تراثي      | يوسف عبد الرحمن المشوح              | 25°10′08″N 44°35′45″E / 25.1687795°N 44.5959328°E | [ 21 ] |
| متحف عائلة المزعل           | المجمعة      | تراثي      | توفيق عبد الله المزعل               | 25°54′15″N 45°20′06″E / 25.9042302°N 45.3351192°E | [ 21 ] |
| متحف الصادرية               | وادي الدواسر | تراثي      | سلمان حمود الهدلاء                  | -                                                 | [ 21 ] |
| متحف الحمد                  | الزلفي       | تراثي شعبي | علي مساعد الحمد                     | -                                                 | [ 21 ] |
| متحف ديار العز              | المزاحمية    | تراثي      | سعيد علي الغامدي                    | 24°31′55″N 46°13′55″E / 24.5320104°N 46.2318527°E | [ 21 ] |
| متحف نفحات الماضي           | الحريق       | تراثي      | محمد بن ناصر الجمعان                | -                                                 | [ 21 ] |

### منطقة مكة المكرمة
| المتحف                      | المحافظة    | النوع              | المؤسس                     | الإحداثيات أو الحي                                | المرجع |
| --------------------------- | ----------- | ------------------ | -------------------------- | ------------------------------------------------- | ------ |
| متحف التراث الإنساني        | مكة المكرمة | تراثي              | مجدوع أبو راس الغامدي      | 21°24′16″N 39°52′44″E / 21.4045249°N 39.8789879°E | [ 22 ] |
| متحف الدينار الإسلامي       | مكة المكرمة | تراث شعبي          | محمد بن عمر حسين نتو       | -                                                 | [ 22 ] |
| متحف السلام عليك أيها النبي | مكة المكرمة | تخصصي بسيرة الرسول | ناصر بن مسفر الزهراني      | 21°22′10″N 39°53′02″E / 21.3693175°N 39.8838587°E | [ 22 ] |
| متحف أم القرى               | مكة المكرمة | تراثي              | حسن محمد خوجه              | 21°33′49″N 39°46′31″E / 21.5636532°N 39.7752643°E | [ 22 ] |
| متحف كنوز العملات           | مكة المكرمة | تراثي              | أحمد صالح عبد الله الغامدي | -                                                 | [ 22 ] |
| متحف الجفيني                | جدة         | تراث شعبي          | سعيد الجفيني السلمي        | -                                                 | [ 22 ] |
| متحف أحمد عقيلي             | جدة         | تراثي              | محمد أحمد عقيلي            | -                                                 | [ 22 ] |
| متحف الشلبي                 | جدة         | تراثي              | طلال عبد العزيز شلبي       | -                                                 | [ 22 ] |
| متحف قديم التراث            | جدة         | تعليمي             | علي عبدالله الزهراني       |                                                   |        |
| متحف أصالة الماضي           | الطائف      | تراث شعبي          | سالم مرعي محمد القحطاني    | 21°15′43″N 40°26′29″E / 21.2618063°N 40.441433°E  | [ 22 ] |
| متحف الشريف                 | الطائف      | تراثي              | على خلف مليس الشريف        | 21°14′36″N 40°26′50″E / 21.2432521°N 40.4472143°E | [ 22 ] |
| متحف سعود بن سعد بن هريش    | الطائف      | تراثي              | سعود القرشي المالكي        | 21°16′38″N 40°26′37″E / 21.2771488°N 40.4437392°E | [ 22 ] |
| متحف عكاظ                   | الطائف      | تراثي              | خلف الله بن خضر القرشي     | 21°16′16″N 40°24′35″E / 21.2711729°N 40.4097919°E | [ 22 ] |
| متحف السيالي                | الطائف      | تراثي              | حمد عواض السيالي           | بني سعد                                           | [ 22 ] |
| متحف الوشحاء                | الطائف      | تراثي              | عبيد الله مبارك الوقداني   | 21°14′58″N 40°26′33″E / 21.2495617°N 40.4425836°E | [ 22 ] |
| متحف أم الدوم               | الطائف      | تراثي              | علي بن جهز الذيابي         | 22°38′00″N 41°22′18″E / 22.6332078°N 41.3716476°E | [ 22 ] |

### منطقة المدينة المنورة
| المتحف                       | المحافظة        | النوع         | المؤسس                     | الإحداثيات أو الحي                                | المرجع |
| ---------------------------- | --------------- | ------------- | -------------------------- | ------------------------------------------------- | ------ |
| متحف خيبر                    | خيبر            | تراثي شعبي    | جديد تركي علي العنزي       | 25°40′58″N 39°17′09″E / 25.6828949°N 39.2857738°E | [ 23 ] |
| متحف رضوى للتراث             | ينبع            | تراثي         | سالم عيد الحجوري الجهني    | 24°05′43″N 38°04′10″E / 24.0952475°N 38.0694637°E | [ 23 ] |
| متحف سلامه الجهني            | المدينة المنورة | تراثي شعبي    | سلامة بن رشدان الجهني      | 24°26′26″N 39°32′05″E / 24.4406476°N 39.5347887°E | [ 23 ] |
| متحف طيبة للتراث             | المدينة المنورة | تراثي         | الشيخ عبد العزيز عمر مكوار | 24°28′32″N 39°38′32″E / 24.4754241°N 39.6421561°E | [ 23 ] |
| متحف أبو رائد                | العلا           | تراثي         | عبد الرحمن محمد مطير       | 26°36′03″N 37°55′09″E / 26.6008161°N 37.9190991°E | [ 23 ] |
| متحف الحمنة التراثي          | مهد الذهب       | تراثي شعبي    | عائض حضيض المطيري          | 23°00′41″N 39°53′07″E / 23.0115166°N 39.885347°E  | [ 23 ] |
| متحف الدينار والدرهم         | المدينة المنورة | تراثي شعبي    | عبد المجيد الخريجي         | 24°25′06″N 39°37′14″E / 24.4183366°N 39.6206477°E | [ 23 ] |
| متحف المدينة الإعلامي للتراث | المدينة المنورة | تراثي وإعلامي | منال سالم محمود            | 24°28′32″N 39°36′22″E / 24.4754272°N 39.6060117°E | [ 23 ] |
| متحف محمد خليص الحربي        | العلا           | تراثي شعبي    | محمد حمد خليص الحربي       | العذيب                                            | [ 23 ] |

### منطقة القصيم
| المتحف                               | المحافظة     | النوع     | المؤسس                     | الإحداثيات أو الحي                                | المرجع |
| ------------------------------------ | ------------ | --------- | -------------------------- | ------------------------------------------------- | ------ |
| متحف الحسياني                        | المذنب       | تراثي     | محمد بن عثمان الحسياني     | 25°52′08″N 44°12′37″E / 25.8688714°N 44.2103187°E | [ 24 ] |
| متحف الحمدان                         | عنيزة        | تراثي     | إبراهيم بن حمد الحمدان     | 26°08′33″N 43°58′06″E / 26.142442°N 43.968449°E   | [ 24 ] |
| متحف دار الأجداد                     | الرس         | تراثي     | ضيف الله محمد الغفيلي      | 25°51′50″N 43°30′23″E / 25.8639054°N 43.5064605°E | [ 24 ] |
| متحف قصر الدبيخي                     | بريدة        | تراثي     | علي بن سليمان الدبيخي      | 26°20′02″N 43°56′21″E / 26.3340019°N 43.9390921°E | [ 24 ] |
| متحف محمد النعيم                     | عنيزة        | تراثي     | محمد إبراهيم سليمان النعيم | 26°04′48″N 43°59′42″E / 26.0799963°N 43.9950527°E | [ 24 ] |
| متحف العبري للتراث والسيارات القديمة | رياض الخبراء | تراث شعبي | عبد الرحمن بن ناصر العبري  | 26°02′11″N 43°30′35″E / 26.036288°N 43.5098014°E  | [ 24 ] |

### المنطقة الشرقية
| المتحف                     | المحافظة   | النوع     | المؤسس                      | الإحداثيات أو الحي                                | المرجع |
| -------------------------- | ---------- | --------- | --------------------------- | ------------------------------------------------- | ------ |
| متحف أبو ردحة              | الدمام     | تراثي     | أحمد سعد أبو ردحه           | 26°25′02″N 50°09′59″E / 26.4173495°N 50.1664794°E | [ 25 ] |
| متحف الخليفة               | الأحساء    | تراثي     | حسين علي عبد الله الخليفة   | 25°25′22″N 49°34′51″E / 25.4228597°N 49.5807492°E | [ 25 ] |
| متحف فيض الزمان            | الأحساء    | تراثي     | ضيف الله بن احمد محمد ضيف   | الهفوف                                            | [ 25 ] |
| متحف كنوز الماضي           | الأحساء    | تراث شعبي | خالد بن محمد الحمل          | حي الراشدية، المبرز                               | [ 25 ] |
| متحف عبدالرزاق العرب       | الأحساء    | تراثي     | عبدالرزاق عبد العزيز العرب  | 25°21′36″N 49°36′29″E / 25.3600188°N 49.6080074°E | [ 25 ] |
| متحف البوعبيد              | الأحساء    | تراث شعبي | خالد بن عبد الرحمن البوعبيد | 25°25′09″N 49°33′18″E / 25.4191295°N 49.5549912°E | [ 25 ] |
| متحف النعاثل               | الأحساء    | تراثي     | سليمان بن محمد الماجد       | 25°20′29″N 49°36′40″E / 25.3415004°N 49.6112332°E | [ 25 ] |
| متحف وليد الناجم           | الأحساء    | تراثي     | وليد بن عبد الله الناجم     | 25°22′34″N 49°42′55″E / 25.3762378°N 49.7153947°E | [ 25 ] |
| متحف صالح عبد اللطيف الظفر | الأحساء    | تراثي     | صالح عبد اللطيف الظفر       | 25°19′59″N 49°34′45″E / 25.3330275°N 49.5792069°E | [ 25 ] |
| متحف الدانات               | الخبر      | تراثي     | عبد الله أحمد فرحان العديني | 26°19′21″N 50°09′25″E / 26.3226349°N 50.1568354°E | [ 25 ] |
| متحف السعيرة               | حفر الباطن | تراثي     | هايف بن سعود الفغم          | -                                                 | [ 25 ] |
| متحف عبد الله الأسمري      | الظهران    | تراثي     | عبد الله بن هادي الأسمري    | 26°14′14″N 50°12′08″E / 26.2371836°N 50.2023292°E | [ 25 ] |

### منطقة جازان
| المتحف                     | المحافظة      | النوع     | المؤسس                            | الإحداثيات أو الحي                            | المرجع |
| -------------------------- | ------------- | --------- | --------------------------------- | --------------------------------------------- | ------ |
| متحف جبل طلان              | الداير        | تراثي     | جبران سلمان يحيى المالكي          | -                                             | [ 26 ] |
| متحف الأستاذ إبراهيم مفتاح | جزيرة فرسان   | تراثي     | إبراهيم بن عبدالله مفتاح          | 16°25′16″N 42°04′20″E / 16.42117°N 42.07216°E | [ 26 ] |
| متحف الدكتور العواجي       | جيزان         | تراثي     | علي محمد عواجي                    | -                                             | [ 26 ] |
| متحف حسن بن سلمان المالكي  | جازان         | تراث شعبي | حسن بن سلمان قاسم العليلي المالكي | -                                             | [ 26 ] |
| متحف الداير                | محافظة الداير | تراثي     | صالح بن علي المالكي               | 17°12′37″N 43°04′33″E / 17.21019°N 43.07594°E | [ 26 ] |
| متحف المشني                | جازان         | تراثي     | أحمد المشني                       | -                                             | [ 26 ] |
| متحف بلغازي                | العيدابي      | تراث شعبي | نورة الغزواني                     | 17°09′37″N 43°00′10″E / 17.16037°N 43.00285°E | [ 26 ] |
| متحف الزيلعي               | جزيرة فرسان   | تراثي     | زيلعي بن محمد داوود               | 16°25′16″N 42°04′18″E / 16.42105°N 42.07173°E | [ 26 ] |
| متحف العالية               | أحد المسارحة  | تراثي     | محمد محسن الدغريري                | 16°24′14″N 42°34′28″E / 16.40391°N 42.57458°E | [ 26 ] |